# Braz da Viola
Braz Roberto da Costa, connu sous le nom Braz da Viola, est un musicien multi-instrumentiste brésilien, luthier, chef d'orchestre et enseignant né en 1961. Il anime des ateliers de viola caipira dans plusieurs villes du Brésil. Il a joué avec plusieurs joueurs de viola caipira au Brésil, tels que Roberto Corrêa, Paulo Freire, Renato Andrade, Pereira da Viola, Ivan Vilela et le duo Zé Mulato et Cassiano. Il a travaillé avec le chanteur Inezita Barroso, lorsque celui-ci a été accompagné de l'Orquestra de Viola Caipira de São José dos Campos.

## Biographie

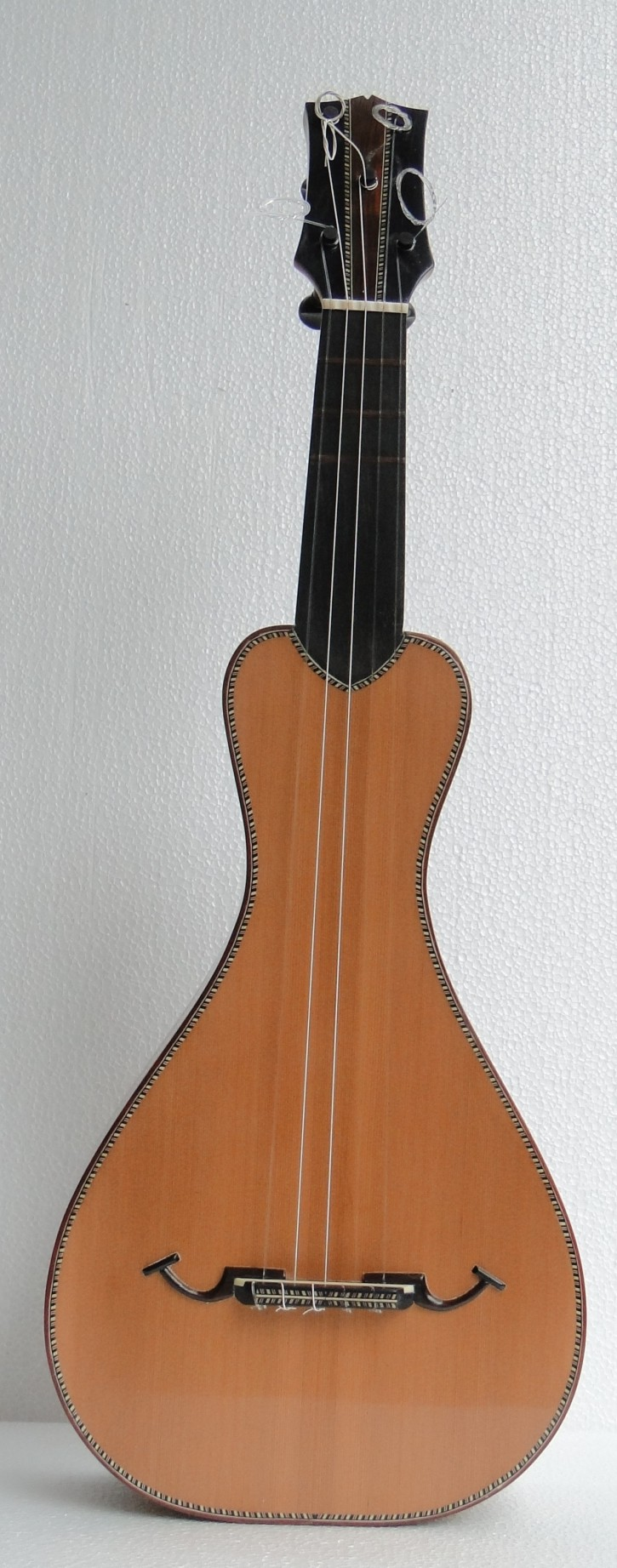
Viola-de-Cocho, création de Braz da Viola

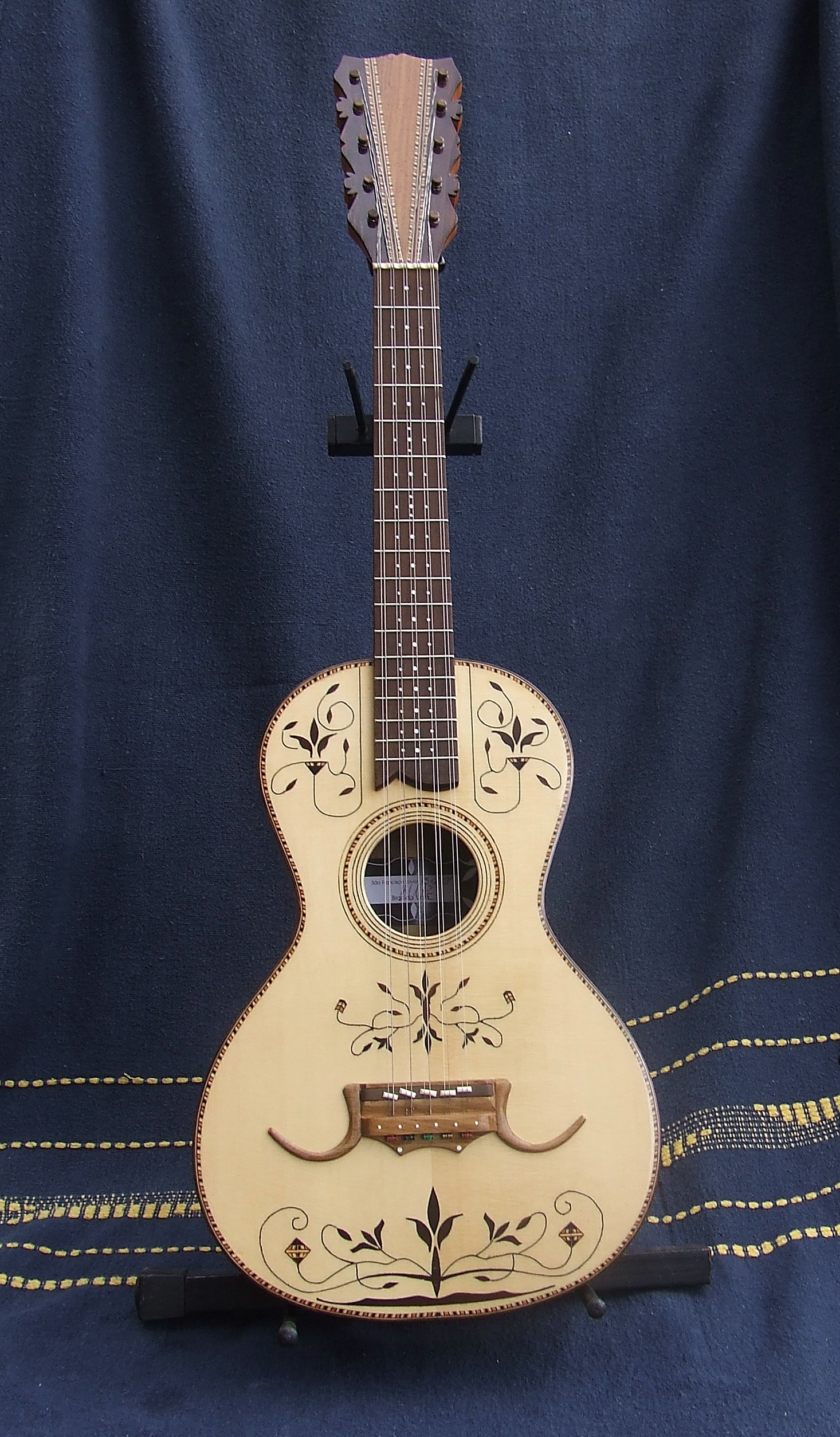
Viola caipira ayant un travail de marqueterie fine, construite par Braz da Viola.

Braz da viola a commencé à jouer de la guitare à 15 ans, à laquelle il a été initié par son oncle, Braz Aparecido, communicateur et compositeur, qui a enregistré des œuvres de Tonico et Tinoco, Vieira et Vieirinha ainsi que Liu et Leu. Il a ensuite étudié la guitare avec Dean Barioni. En 1991, il fonde l'Orquestra de Viola Caipira de São José dos Campos pour diffuser et vulgariser la viola caipira, orchestre qu'il dirige. En 1999, il a développé la diffusion et la vulgarisation de la viola caipira au sein de l'Orchestre de Viola Coité. Cette même année, il fonde « Viola Serena » dans Itamonte - MG. En août 2006, il a été l'un des représentants du Brésil au Festival des Cultures du Monde à Dublin, Irlande.

## Luthier
Il a appris la fabrication de la viola caipira auprès de Renato Vieira, de l'atelier Xadrez. En 1994, il a fondé deux ateliers de lutherie, à São José dos Campos et à São Francisco Xavier. Actuellement, il fabrique des violas de Cocho — un instrument typique du Pantanal brésilien — dans son propre atelier.

## Discographie
- 1994 - Paraiba vivo, o rio da minha terra - avec l'Orquesta de Viola Caipira
- 1995 - Modas e violas do vale - avec l'Orquesta de Viola Caipira
- 1996 - Crisálida - avec Roberto Corrêa et Juvenil Orquestra
- 1997 - Clarão do luar
- 1998 - Violeiros do Brasil - Various artists
- 1998 - Feito na Roça - avec l'Orquesta de Viola Caipira
- 2000 - Festa no Lugar - avec l'Orquesta de Viola Caipira
- 2001 - Florescê
- 2001 - Viola de Coité - avec l'Orquesta de Viola Caipira de Londrina